# Mark Matkevich
Mark Matkevich (Filadélfia, 19 de junho de 1978) é um ator norte-americano, conhecido por interpretar Drue Valentine no seriado adolescente Dawson's Creek. Fez participações em Ed, Joan of Arcadia e NCIS.